# Jair da Rosa Pinto
Jair da Rosa Pinto, o simplement anomenat Jair, (Quatis, Rio de Janeiro, 21 de març de 1921 - Rio de Janeiro, 28 de juliol de 2005) fou un futbolista brasiler dels anys 40 i 50.

## Trajectòria
Jugava a la posició de centrecampista o extrem esquerre. El seu primer club fou el Madureira de Rio el 1938. Dos anys més tard, el 5 de març de 1940 debutà amb la selecció brasilera en un partit davant Argentina, on aquests guanyaren per 6 a 1. Jair marcà el gol brasiler. També defensà els colors de Vasco da Gama i Flamengo. L'any 1944 en un partit davant Uruguai disputat a São Paulo marcà un hat-trick. La selecció uruguaiana se li donà bé, ja que li marcà dos gols més l'any 1946 i repetí dos nous gols el 1949. Aquest any es proclamà campió de la Copa Amèrica de futbol en derrotar Paraguai a la final per 7 a 0 (amb dos nous gols de Jair). En total marcà 24 gols amb la selecció en 49 partits.
L'any 1950 destacà a la Copa del Món de Futbol de 1950, celebrada al Brasil. Juntament amb Zizinho i Ademir, portà al Brasil a la final del campionat, que va perdre davant Uruguai.
Jair es traslladà a São Paulo i allí defensà els colors de diversos clubs: Palmeiras, Santos FC, São Paulo FC i Ponte Preta. Allí tingué bones actuacions i es proclamà campió de l'estat diversos cops. Es retirà l'any 1963, a l'edat de 42 anys.
Jair també fou entrenador. Dirigí nombrosos clubs com Santos, Palmeiras i Madureira.

## Clubs
- 1938-1942 - Madureira
- 1943-1946 - Vasco da Gama
- 1947-1949 - Flamengo
- 1949-1955 - Palmeiras
- 1956-1960 - Santos FC
- 1961-1961 - São Paulo FC
- 1962-1963 - Ponte Preta

## Palmarès

### Clubs
- Campionat carioca 1945
- Campionat paulista 1950, 1956, 1958, 1960
- Torneig Rio-São Paulo 1951, 1959
- Copa Rio 1951

### Selecció
- Copa del Món de Futbol de 1950 - Finalista
- Copa Amèrica de 1949 - Campió